# Goms
Pour le modèle du processeur humain, voir GOMS.
Goms (Conches en français) est une commune suisse du canton du Valais, située dans le district de Conches, dont elle est le chef-lieu.

Photo aérienne prise à 4600 m par Walter Mittelholzer (1934).

## Histoire
La commune de Goms est née le 1er janvier 2017 par la fusion des communes de Blitzingen, Grafschaft, Münster-Geschinen, Niederwald et Reckingen-Gluringen. Elle est située dans la partie centrale de la vallée de Conches.
La Kommunanz Reckingen-Gluringen/Grafschaft, partagée et gérée par les communes de Grafschaft et de Reckingen-Gluringen, disparaît également avec cette fusion et son territoire intègre la nouvelle commune.
Les communes de Grafschaft, de Münster-Geschinen et de Reckingen-Gluringen sont issues de fusions antérieures de communes du district. Grafschaft provient de la fusion au 1er octobre 2000 de Biel, de Ritzingen et de Selkingen. Münster-Geschinen a été créé au 1er octobre 2004 par la fusion de Münster et Geschinen. Reckingen-Gluringen provient à la même période de la fusion de Reckingen et Gluringen.

## Héraldique
| Blason de Goms | Blason  | Coupé de gueules et d'argent aux deux croix pattées alésées de l'un en l'autre. |
| Blason de Goms | Détails | Ces armoiries sont à l'inverse de celles de La Chaux.                           |